# Rotstekeningen van Tanum
De rotstekeningen van Tanum (Zweeds:Tanums hällristningar) zijn een van de veertien werelderfgoederen op de Werelderfgoedlijst van de UNESCO in Zweden. Zij zijn opgenomen in deze lijst in 1994 en behoren tot de cultuurerfgoederen.
De rotstekeningen (ook wel petrogliefen genoemd), die te vinden zijn in Tanum, in het noordwesten van de provincie Västra Götalands län in Zuidwest-Zweden, stammen uit de Noordse bronstijd en zijn ongeveer 3000 jaar oud. Zij zijn te vinden op zes plaatsen rondom Tanum: in Vitlycke, Aspeberget, Fossum, Litsleby, Gerum en Kalleby. De tekeningen zijn in elke plaats verschillend en met een eigen karakter.
De afgebeelde motieven zijn rijk en gevarieerd. Ze gaan over mensen en dieren, wapens, boten en andere onderwerpen. Ze laten het leven en het geloof van de mensen in de Europese bronstijd zien.

## Bezienswaardigheden
Het werelderfgoed bevat zo'n 600 rotsen met afbeeldingen. Op vier plaatsen zijn de panelen omvangrijk en zijn de afbeeldingen met rode kleurstof beter zichtbaar gemaakt voor bezoekers.

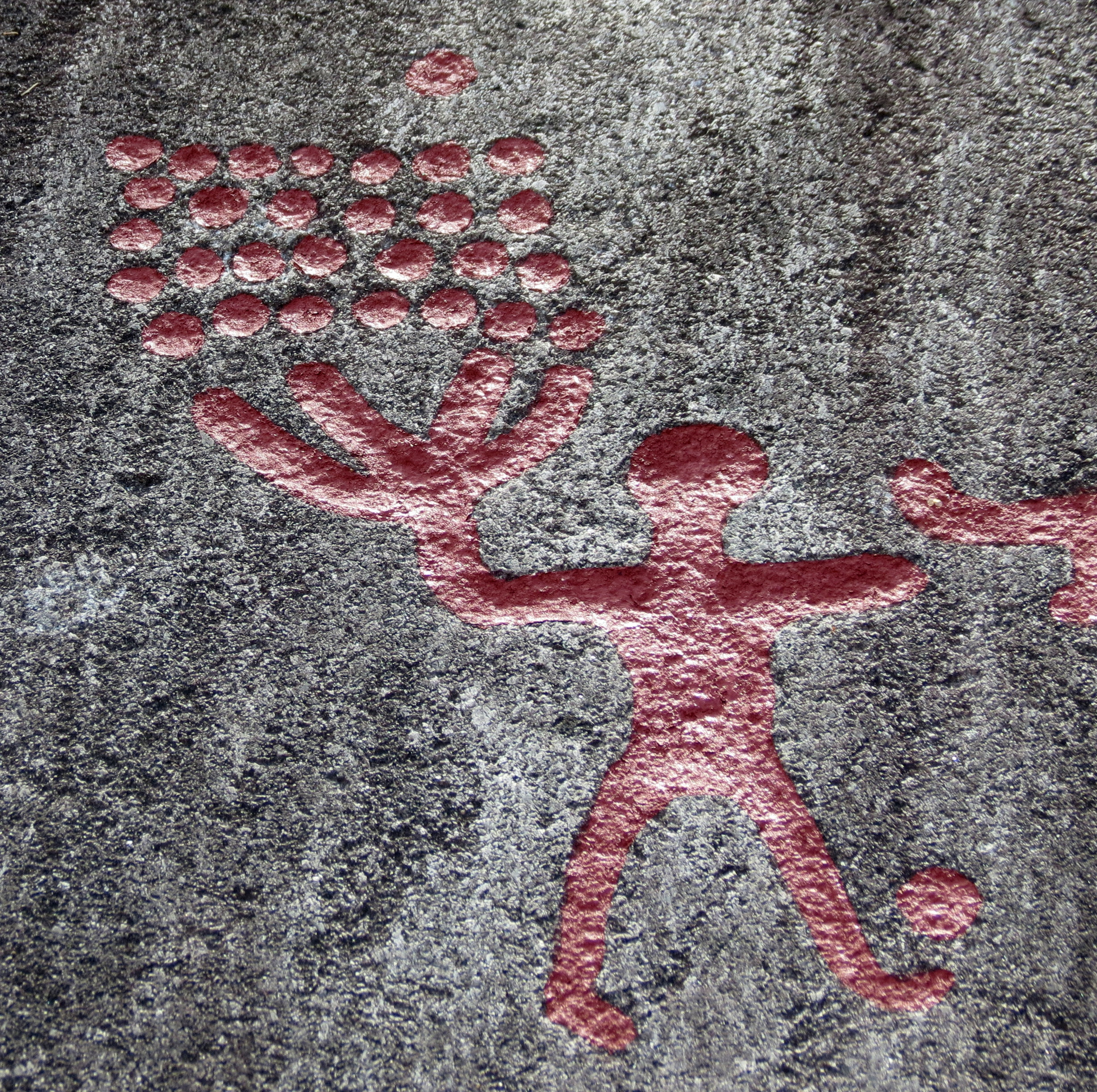
De kalenderman van Aspeberget

1. Bij Vitlycke ligt de bekendste rots van het werelderfgoedgebied. De afbeeldingen zijn onder andere: een bruidspaar, een vrouw bij een liggende - misschien dode - man, een groep van mannen met strijdbijlen en een man voor een grote slang. Bij Vitlycke bevindt zich ook een bezoekerscentrum met een aantal huizen uit de Bronstijd.
2. Op het rotspaneel van Fossum zijn ruim 180 figuren zodanig tussen de natuurlijke scheuren geplaatst dat het op een bewuste compositie lijkt. Dit is vrij uniek voor de Scandinavische rotsgravures. Bepaalde details van onder meer de wapens doen vermoeden dat het paneel in de periode van 700 - 600 v.Chr. (de Late Bronstijd) is gemaakt.
3. Bij Litsleby is een 2,35 m grote man met speer afgebeeld, tot dusver de grootste menselijke figuur die men in de rotstekeningen heeft aangetroffen. In de buurt van deze figuur is een strijdscène te paard, waarbij de mannen met speren en met schilden zijn bewapend.
4. Bij Aspeberget is de afbeelding te vinden van de "kalenderman" hiervan wordt verondersteld dat 29 inkepingen bij zijn hand de dagen van de maand voorstellen.

Toen de rotstekeningen werden gemaakt (1800 tot 500 v.Chr.), lagen deze plaatsen aan het water. Tegenwoordig liggen deze plaatsen door de Scandinavische postglaciale opheffing, als gevolg van het terugtrekken van het ijs na de laatste IJstijd, 11 tot 16 meter boven zeeniveau.
Een tweede voorkomen van rotstekeningen in Scandinavië is de rotskunst van Alta in Noorwegen die eerder al een plaats op de werelderfgoedlijst kregen. De rotstekeningen in Alta zijn meer op agrarische activiteiten gericht en uit een andere periode. Daarom zijn de rotstekeningen van Tanum (want complementair) ook toegelaten op de werelderfgoedlijst.
De redenen aangegeven door de UNESCO waarom de rotstekeningen van Tanum op de werelderfgoedlijst zijn toegelaten, zijn:
- Ze zijn een uitzonderlijk voorbeeld van rotstekeningen uit de bronstijd en van bijzonder goede kwaliteit
- Het is een weergave van vele aspecten van het (culturele) leven gedurende de bronstijd
- Het landschap in Tanum getuigt van de ononderbroken bewoning van het gebied, dat meer dan 8000 jaar van de menselijke geschiedenis beslaat